# 非24小時睡眠覺醒障礙
非24小時睡眠覺醒障礙，又稱非24小時睡眠周期綜合症、非24小時睡醒症候群，是一种睡眠障碍，患者的昼夜节律和太阳日脱节，多为每天推迟数十分钟，造成社会生活上的困难。该疾患最初在全盲人身上发现，随后也在健视人中发现。
难以通过安眠药治疗。